# HMS Portchester Castle (K362)
«Портчестер Касл» (англ. HMS Portchester Castle (K362) — військовий корабель, корвет типу «Касл» Королівського військово-морського флоту Великої Британії за часів Другої світової війни.

## Історія створення
Корвет «Портчестер Касл» був закладений 17 березня 1943 року на верфі компанії Swan Hunter у Волсенді. 21 червня 1943 року він був спущений на воду, а 8 листопада 1943 року увійшов до складу Королівських ВМС Великої Британії.

## Історія служби
Корабель брав активну участь у бойових діях на морі в Другій світовій війні, бився у Північній Атлантиці, біля берегів Франції, Англії, супроводжував атлантичні конвої. В ході війни служив у ескортних групах супроводу транспортних конвоїв. На рахунку корвета знищення у взаємодії з іншими протичовновими кораблями двох німецьких підводних човнів, U-484 і U-1200.
9 вересня 1944 року північно-західніше Ірландії глибинними бомбами британських корветів «Портчестер Касл» і «Гелмсдейл» був потоплений німецький підводний човен U-484.
11 листопада 1944 року британськими кораблями «Певенсі Касл», «Лонстон Касл», «Портчестер Касл» і «Кенілворт Касл» потоплений німецький ПЧ U-1200 південніше Ірландії.